# Serra San Bruno
Serra San Bruno (La Serra in calabrese) è un comune italiano di 6 237 abitanti della provincia di Vibo Valentia in Calabria.

## Geografia fisica

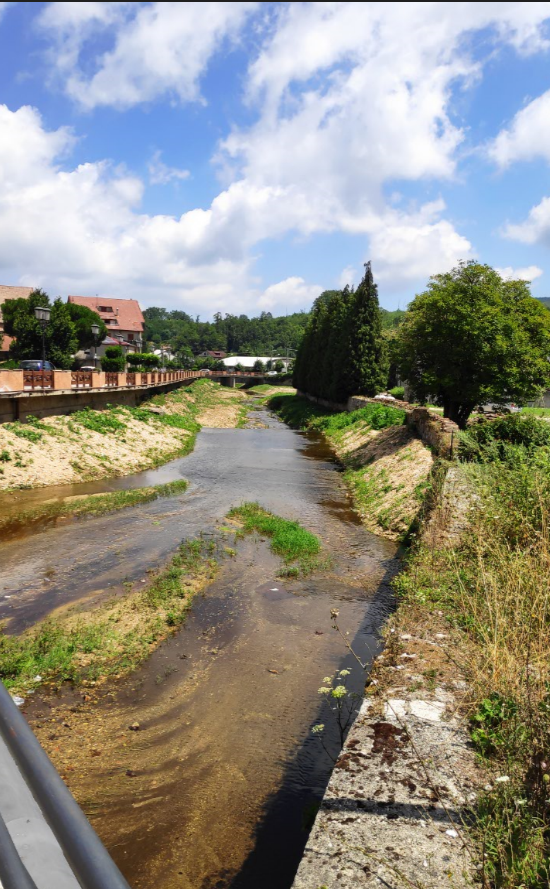
Fiumara Ancinale a Serra San Bruno (15 agosto 2020)

### Clima
Il clima serrese può essere definito "di bassa montagna con piovosità elevata"; gli inverni sono infatti umidi e molto piovosi. Non è inusuale la neve. Le stagioni intermedie sono fresche e anch'esse molto piovose. In estate si rilevano meno precipitazioni, e una forte escursione termica tra il giorno e la notte. Non mancano i temporali, specie in giugno e nella seconda metà d'agosto.

### Centro abitato e aree sotto i 1000 metri d'altitudine
L'abitato di Serra San Bruno è interessato da un microclima endemico: la vegetazione che circonda il paese denota un ecosistema unico nel suo genere. È infatti molto raro incontrare boschi di faggio e abete bianco sugli appennini a soli 800 metri d'altitudine (quota alla quale generalmente domina il castagno).
Umidità e piovosità abbondanti, e clima estivo relativamente fresco permettono invece lo sviluppo di queste specie circa 200 metri al di sotto della loro altitudine tipica.

### Territorio comunale sopra i 1000 metri
Le zone più alte del Comune, poste ad altitudini sopra i 1000 metri d'altezza, sono caratterizzate da condizioni climatiche tipiche dell'Appennino (fagetum) con una piovosità un po' più abbondante del normale.
L'inverno è nevoso e rigido, con le nevi che rimangono al suolo da fine dicembre fino a marzo (specialmente la fascia tra la Pietra del Caricatore e Monte Pecoraro). Le estati sono fresche e umide.
| Serra San Bruno       | Mesi        | Mesi        | Mesi        | Mesi        | Mesi        | Mesi        | Mesi        | Mesi        | Mesi        | Mesi        | Mesi        | Mesi               | Stagioni | Stagioni | Stagioni | Stagioni | Anno |
| Serra San Bruno       | Gen         | Feb         | Mar         | Apr         | Mag         | Giu         | Lug         | Ago         | Set         | Ott         | Nov         | Dic                | Inv      | Pri      | Est      | Aut      | Anno |
| --------------------- | ----------- | ----------- | ----------- | ----------- | ----------- | ----------- | ----------- | ----------- | ----------- | ----------- | ----------- | ------------------ | -------- | -------- | -------- | -------- | ---- |
| T. max. media (°C)    | 7,3         | 7,6         | 9,7         | 15,8        | 17,2        | 21,7        | 24,4        | 25,3        | 22,1        | 18,8        | 15,5        | 9,0                | 8,0      | 14,2     | 23,8     | 18,8     | 16,2 |
| T. min. media (°C)    | 0,3         | 0,3         | 1,8         | 8,8         | 10,5        | 14,1        | 16,0        | 16,2        | 14,4        | 11,5        | 9,2         | 2,2                | 0,9      | 7,0      | 15,4     | 11,7     | 8,8  |
| T. max. assoluta (°C) | 20,7 (1962) | 22,1 (1990) | 26,0 (1952) | 31,7 (1985) | 33,0 (1973) | 37,2 (1952) | 39,0 (1927) | 38,7 (1999) | 38,6 (1946) | 36,6 (1999) | 29,0 (1968) | 23,4 (1989)        | 23,4     | 33,0     | 39,0     | 38,6     | 39,0 |
| T. min. assoluta (°C) | −7,0 (1999) | −8,0 (2015) | −5,7 (1993) | −1,1 (2015) | 1,4 (2014)  | 6,4 (2006)  | 8,0 (2013)  | 10,2 (2006) | 7,3 (1977)  | 4,9 (2007)  | −0,1 (2013) | −7,4 (1961 e 2014) | −8,0     | −5,7     | 6,4      | −0,1     | −8,0 |

## Storia

### Origini
La fondazione di Serra San Bruno risale al 1095. Le prime abitazioni di quello che sarebbe divenuto il paese furono costruite per ospitare gli operai che lavoravano per i monaci della certosa di Santo Stefano e per l'eremo di Santa Maria per volere del fondatore, San Bruno, il quale aveva ottenuto dal conte normanno Ruggero I d'Altavilla il terreno per le sue fondazioni monastiche. Il paese in quel periodo aveva assunto una conformazione labirintica tipica del medioevo.
L'attuale denominazione "Serra San Bruno" è stata acquisita per un decreto emanato da Vittorio Emanuele II il 22 gennaio del 1863.
La presenza della Certosa ha enormemente influenzato lo sviluppo architettonico del paese e dell'intero comprensorio, infatti era ben nota la presenza di artigiani, artisti del legno, fabbri e decoratori.
L'abitato è attraversato dalla fiumara Ancinale che separa i due quartieri chiamati "Terravecchia" (centro storico situato nella zona nord) e "Spinetto" (edificato a sud dopo il terremoto del 1783).

### XVII Secolo e terremoto del 1783
Il periodo tardo-barocco, unito al neoclassicismo, portò ulteriori modifiche al borgo: il paese iniziò ad assumere uno stile urbanistico più lineare e i nuovi edifici furono influenzati da questa fase, come è testimoniato dallo stile di costruzione delle prime chiese.
Il terremoto del 1783 distrusse la cittadina e la Certosa; il centro storico, a causa di questo avvenimento, visto le condizioni in cui versava, venne denominato "Terra Vecchia", successivamente venne costruito un altro quartiere, chiamato Spinetto (spineto), per l'enorme presenza di spine nel luogo dove iniziò l'edificazione. La ricostruzione è stata possibile in quanto la zona, sulla sponda opposta dell'Ancinale, era ricca di risorse come legno, ferro e granito, che i mastri d'arte dell'epoca sfruttarono anche per creare opere d'arte per decorare le chiese e il paese.
La chiesa dell'Assunta di Terravecchia fu ricostruita dopo il terremoto del 1783 con pezzi di granito provenienti dalla Certosa, mentre la chiesa dell'Assunta di Spinetto fu interamente edificata in seguito al sisma. La facciata di quest'ultima fu realizzata dalla bottega dei Pelaggi: il progetto fu firmato dallo scalpellino Biagio Pelaggi nel 1878 e uno dei relativi disegni fu presentato alla confraternita dal poeta scalpellino mastro Bruno Pelaggi nell'agosto del 1883. Nel XVIII scolo venne costruita la chiesa dell'Addolorata, in stile tardo-barocco, che vanta eleganti stucchi e custodisce pregevoli opere d'arte.
In origine il patrono della città era san Biagio (nella chiesa Matrice sono conservate alcune sue reliquie) poi solo successivamente il titolo di patrono è stato attribuito a san Bruno.

### Dal 1806 - Il decennio francese e il brigantaggio
Il 19 maggio del 1807, i francesi fecero della cittadina della Certosa una sede di governo comprendente i luoghi di Fabrizia, San Rocco, Isca, Spadola, Brognaturo e Simbario. Successivamente, un decreto del 4 maggio del 1811 la rese capo di un circondario che racchiudeva Spineto, Simbario, Spadola, Brognaturo, Fabrizia e Mongiana.
Quel periodo a Serra, come in tutto il meridione, fu molto turbolento, a causa dell'occupazione delle truppe di Gioacchino Murat, cognato di Napoleone, che proibì qualsiasi culto religioso, chiuse le chiese del Paese e mandò in esilio i sacerdoti. Inoltre i soldati sparavano a vista a chiunque osasse praticare qualsiasi atto religioso, come il segno della croce.
Questa ostilità era dovuta soprattutto al fenomeno in emergenza del periodo, il brigantaggio. Serra divenne un rifugio importante di bande di briganti provenienti dalle zone circostanti, favoriti dalla natura del territorio. Molti venivano ospitati nelle case dei serresi offrendo loro aiuto durante la ribellione contro i francesi. In seguito, però, alcuni briganti divennero dei veri e propri fuorilegge, compiendo assassini e saccheggi, come quelli praticati ai danni degli stessi cittadini serresi nel 1807.

### Alluvione del 1935
Nel 21 novembre del 1935 Serra fu vittima di una violenta alluvione causata dall'esondazione del torrente Ancinale, che causò anche alcuni morti e la perdita di molti beni: il livello dell'acqua nelle zone più basse del paese raggiunse i 2 metri di altezza, come testimonia una targa presente all'ingresso della chiesa matrice.
Testimonianze dell'epoca riportano che la pioggia iniziò a cadere nel tardo pomeriggio e molte delle persone che si trovavano in giro, sorprese dalla forte tempesta, si ripararono a casa di amici o presso alcuni negozi, dove trascorsero tutta la notte. La caduta dei pali dell'elettricità oscurò le luci del paese, pertanto le case si illuminarono usando delle candele. Chi poté si riparò nei piani alti o sui mobili. La pioggia iniziò a cessare nelle prime ore del mattino successivo.

## Monumenti e luoghi d'interesse

### Architetture religiose

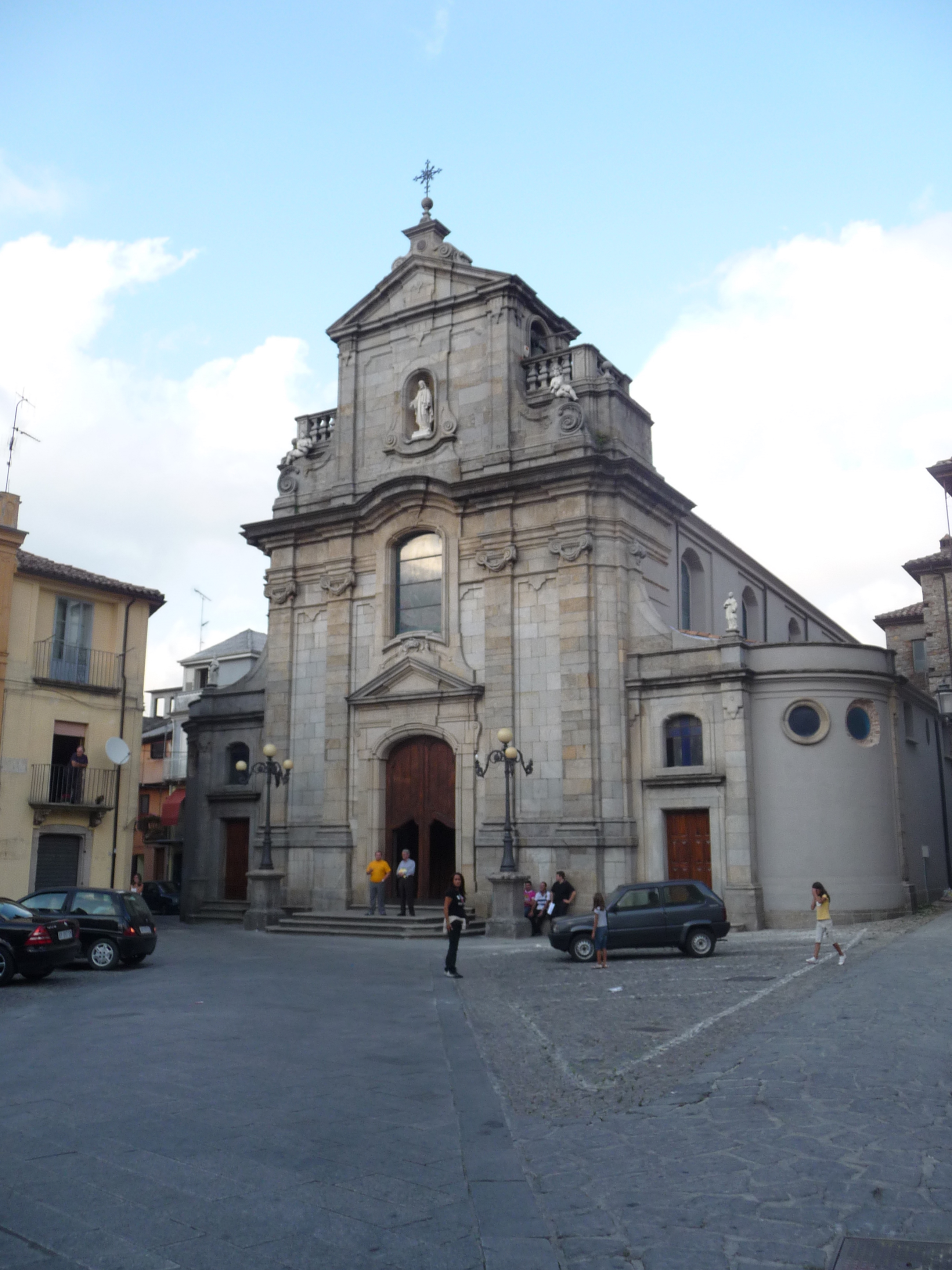
Chiesa di San Biagio o chiesa matrice

Sono presenti sul territorio nove chiese, che testimoniano l'attività delle confraternite locali.
- Chiesa matrice, dedicata al protettore san Biagio.
- Chiesa di Maria Santissima dei Sette Dolori o dell'Addolorata
- Chiesa di Maria Santissima Assunta in Cielo nel quartiere Terravecchia
- Chiesa di Maria Santissima Assunta in Cielo nel quartiere Spinetto (La storia delle due chiese omonime è caratterizzata da una lunga e aspra rivalità tra le due rispettive confraternite)
- Chiesa di San Gerolamo
- Chiesa di San Rocco
- Cosiddetta chiesuledha ("piccola chiesa")
- Certosa di Serra San Bruno
- Santuario regionale di Santa Maria nel Bosco, nel territorio compreso tra la Certosa e l'eremo.

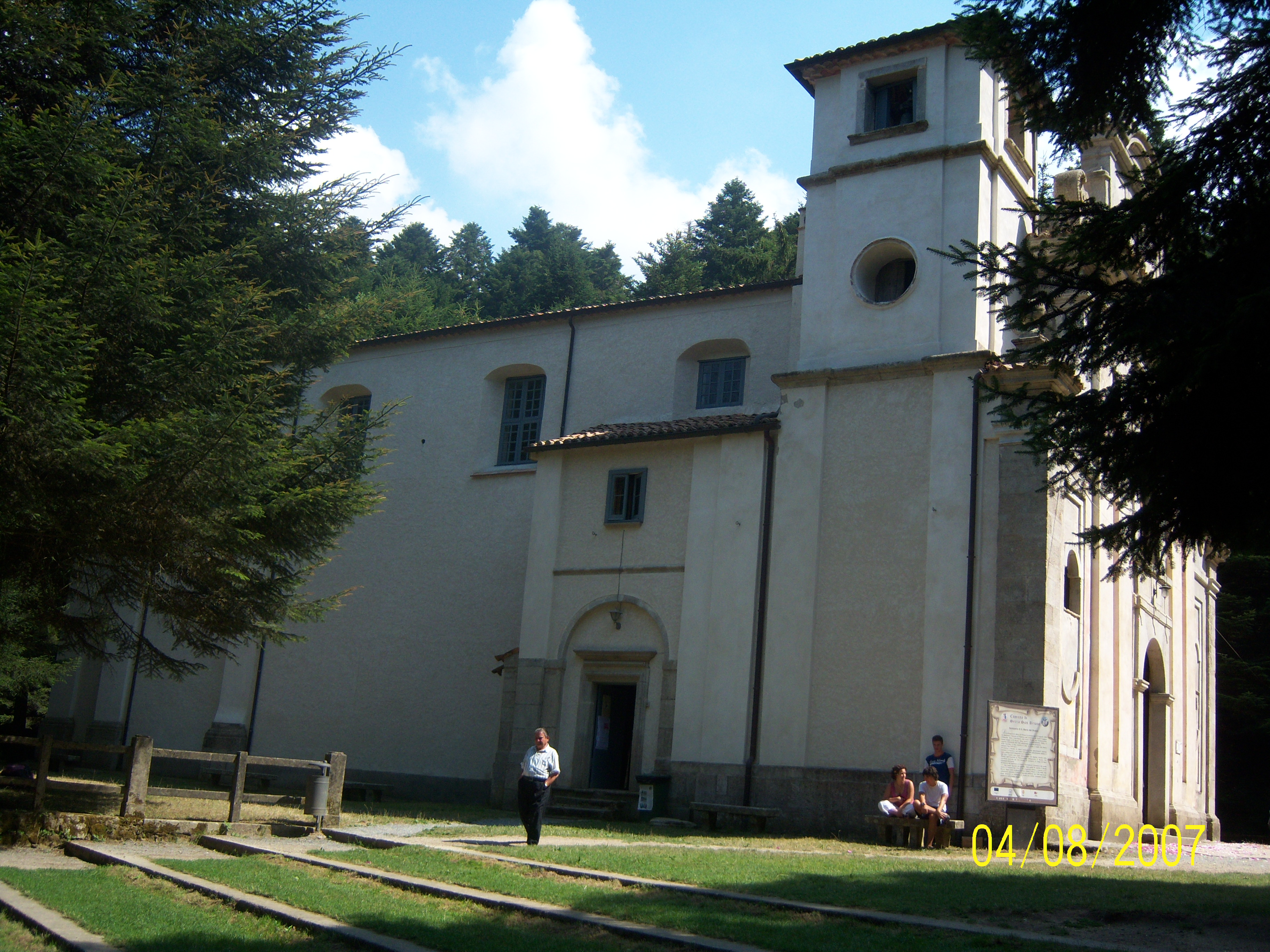
Santuario regionale di Santa Maria del Bosco

### Aree naturali

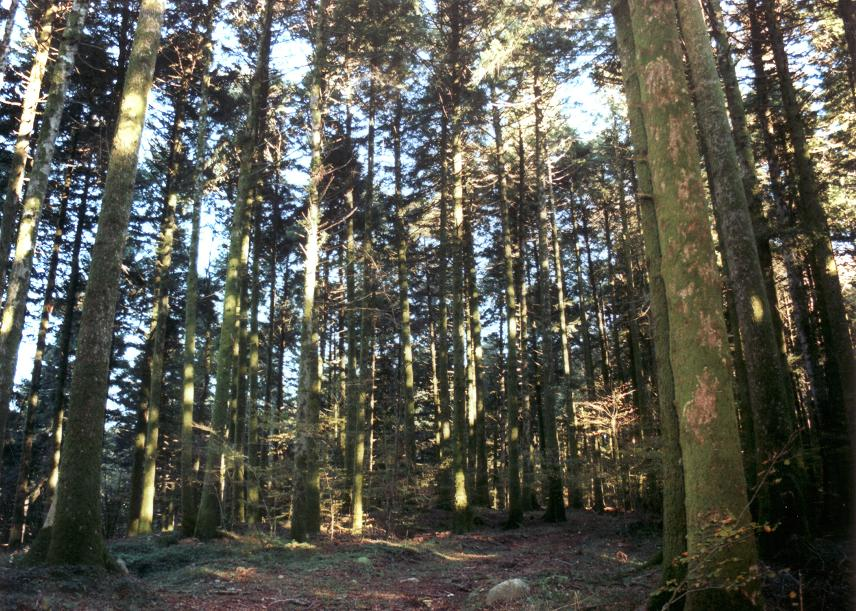
Bosco Archifòro

La principale attrattiva di Serra, oltre ai luoghi di San Bruno, sono le foreste. Il comune è caratterizzato dalla presenza di numerose specie vegetali tra cui le più diffuse sono: il faggio, il castagno e l'abete bianco, con esemplari di piante gigantesche, secolari, che formano un manto boschivo molto fitto.
Tra le abetine più lussureggianti vi sono quelle del grande bosco di Archiforo e quelle del bosco di Santa Maria.
Il territorio forestale, facente parte del parco naturale regionale delle Serre è attraversato dal sentiero Frassati.
Altro luogo di interesse naturalistico è anche la località Rosarella famosa per il suo laghetto.

## Società

### Evoluzione demografica
Negli anni sessanta Serra San Bruno subì un grave spopolamento, migliaia sono stati i serresi costretti a emigrare, specialmente in Nord America e Germania.
Negli ultimi anni, a causa soprattutto delle condizioni generali del sud Italia, Serra, così come altri comuni dell'entroterra, sta subendo un nuovo flusso emigratorio ad opera per lo più di giovani, verso il nord Italia e Paesi esteri.

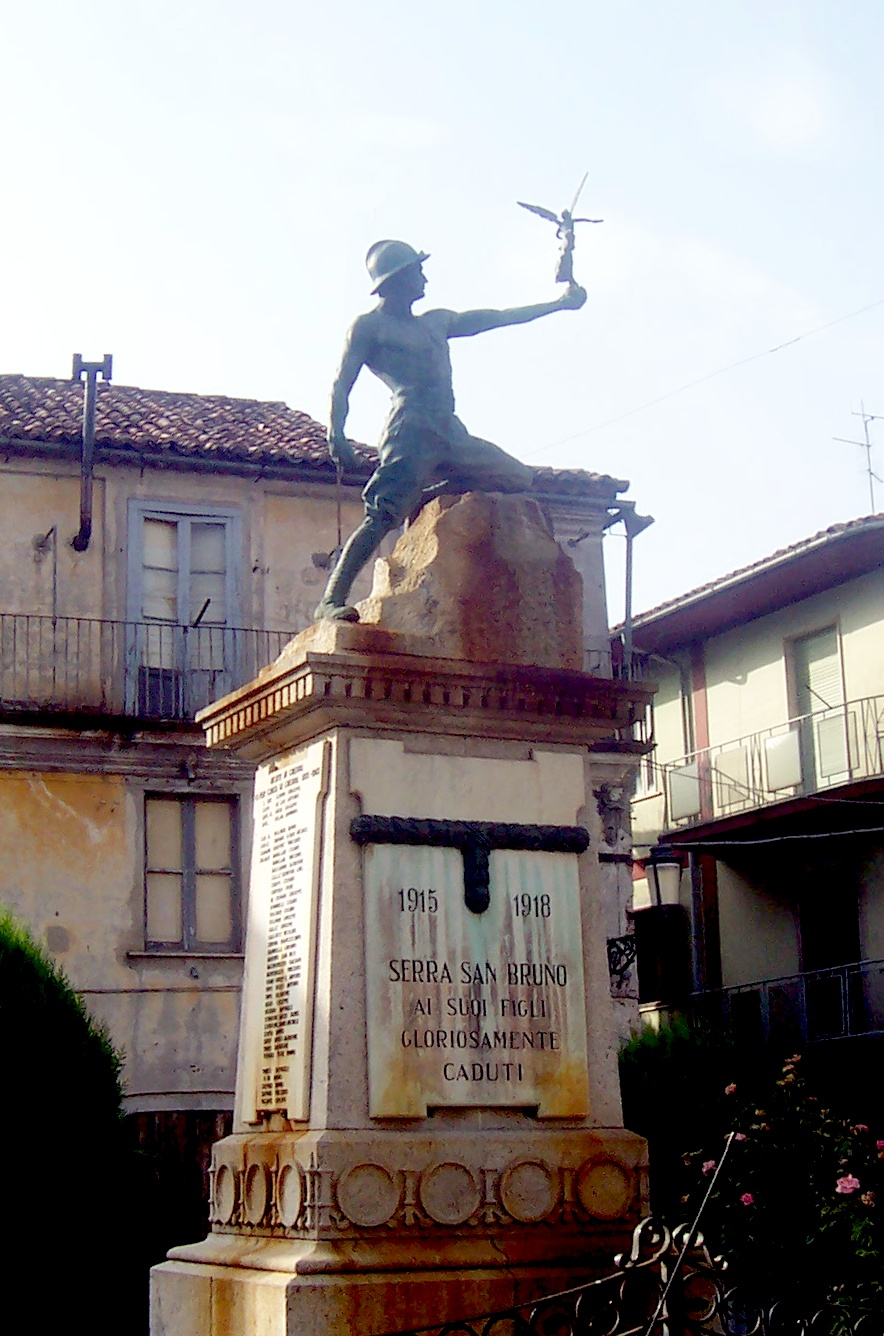
Monumento ai Caduti

Abitanti censiti

### Etnie e minoranze straniere
I cittadini stranieri residenti a Serra San Bruno sono 139 pari all'1,99% della popolazione. Le comunità nazionali più numerose sono:
1. Romania, 30
2. Albania, 25

### Lingue e dialetti
Nel paese si parla un dialetto locale denominato “serrese”.

### Religione
Serra San Bruno ha ospitato papa Giovanni Paolo II il 5 ottobre del 1984 e papa Benedetto XVI il 9 ottobre 2011. 
Il 6 Ottobre di ogni anno si festeggia la festa del Santo Patrono, Bruno di Colonia. La festa si svolge con una processione, il giorno prima, nella quale il busto argenteo del Santo viene portato in processione fino alla Chiesa Matrice. Il giorno dopo, 6 Ottobre, il busto viene portato in processione per le vie della cittadina. Il 30 Ottobre viene festeggiato San Gerolamo.
Il 3 Febbraio è il giorno della festa del co-patrono San Biagio.
Durante le feste pasquali vi sono molte funzioni e riti religiosi nella cittadina della certosa, famosi in tutta Italia. Iniziando dalla Domenica delle Palme ;le palme vengono benedette dal parroco nella Chiesa dell'Assunta di Terravecchia per poi essere portate in processione fino alla Chiesa Matrice per lo svolgimento della Santa messa. Il Mercoledì Santo, le statue della Madonna dei Sette dolori (Madonna Addolorata), di Maria di Magdala e di San Giovanni, vengono portate in processione, subito dopo la messa vespertina, dalla Chiesa dell'Addolorata fino alla Chiesa Matrice. Il giorno dopo, Giovedì Santo, in entrambe le parrocchie, quella del quartiere Spinetto e quella del quartiere Terravecchia, viene celebrata la messa in "Coena Domini", con la lavanda dei piedi agli Apostoli che vengono rappresentati da alcuni fedeli. Il venerdì Santo, dopo l'Adorazione della Croce, si svolge il rito della "Schiovazzioni", dove viene ricreato il momento della deposizione del Signore morto dalla Croce, nella Chiesa Matrice. Le statue di Gesù morto (sul letto di morte), della Madonna Addolorata, di Maria di Magdala e di San Giovanni vengono portate in processione dalla Chiesa Matrice alla Chiesa dell'Addolorata, con un ritmo molto lento, accompagnate dai fedeli e dalle note della marcia funebre. 
Il giorno successivo, Sabato Santo, viene svolta la processione del Signore Morto fino al calvario della cittadina per poi fare ritorno alla Chiesa dell'Addolorata. Il lunedì successivo alla Pentecoste, si svolge l'anniversario della Traslazione delle ossa di San Bruno. Il busto reliquiario del Santo Patrono viene dunque portato in processione dalla Certosa fino al santuario di Santa Maria del Bosco, per poi, il giorno dopo, fare rientro in Certosa. Il 15 Agosto, viene celebrata la solennità di Maria Assunta in Cielo da entrambe le congreghe dell'Assunta (quella di Terravecchia e quella di Spinetto). Il giorno dopo, 16 Agosto, viene festeggiata la festa di San Rocco. La domenica successiva al 15 Settembre di ogni anno, viene celebrata la solennità della Madonna Addolorata, protettrice della cittadina della Certosa. La statua viene portata in processione per le vie della Cittadina.

### Tradizioni e folclore
Secondo l'antropologo Luigi Lombardi Satriani, nel suo libro Il Ponte Di San Giacomo in cui analizza il mondo del luogo contadino dove si rifugia e si affronta la morte, in un capitolo, ipotizza che la festa degli orrori statunitense chiamata Halloween, famosissima in tutto il mondo, sia nata in Italia a Serra San Bruno. L'usanza di svuotare una zucca, ricavarne tratti di un viso umano e porvi dentro una candela risalirebbe quindi alla migrazione delle popolazioni meridionali in America che avrebbero portato con loro e continuato a praticare una tradizione dal significato antropologico ben preciso, ovvero stabilire un contatto con i propri cari defunti. In Italia e in Calabria Halloween sarebbe, dunque, una “festa di ritorno”. Una tradizione esportata e rientrata nel Bel Paese con nuove usanze e nuovi riti. I gruppi di bambini che fanno il giro del paese con la zucca chiedendo un'offerta sarebbero la versione più antica e popolare del “dolcetto o scherzetto?”. Proprio come i loro coetanei americani, i bambini di Serra, infatti, bussano alle porte o più semplicemente fermano la gente per strada chiedendo: “Mi lu pagati lu coccalu?” (Mi pagate il teschio di morto?).

## Cultura

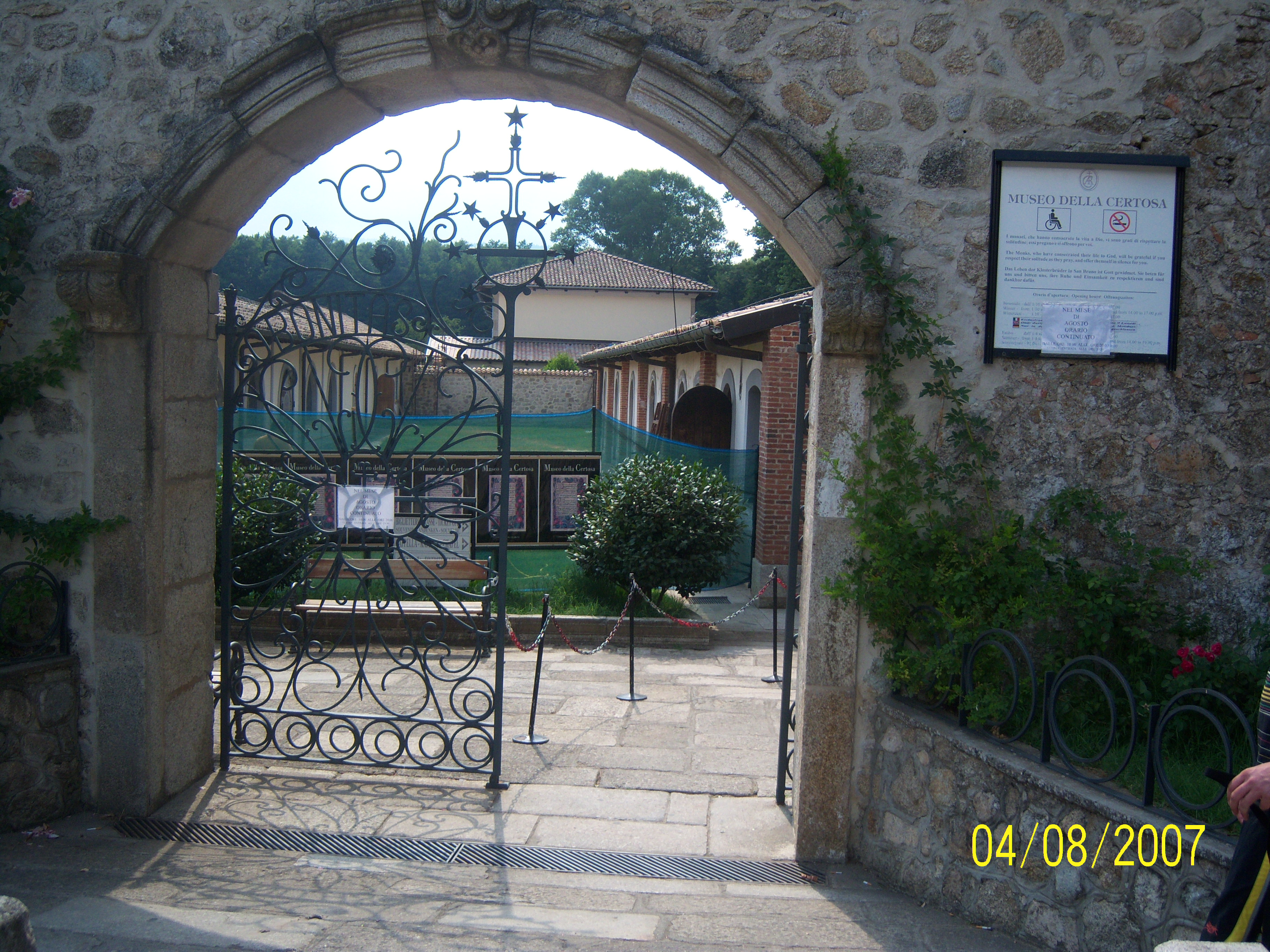
Museo della Certosa

### Musei
- Museo della Certosa
- Museo Comunale
- Museo Parrocchiale "San Biagio"
- Museo dell'Arciconfraternita Maria SS. Assunta in Cielo (Spinetto)
- Museo botanico Villa Bonitas[10]
- Gipsoteca Pisani[11]
- Pinacoteca[12]

Biblioteca
Biblioteca  Enzo Vellone, al suo interno è custodito l' Archivio Sharo Gambino

### Cinema
Nel comune di Serra San Bruno sono state girate alcune scene del film Le quattro volte di Michelangelo Frammartino, vincitore di alcuni premi internazionali. Nel Settembre 2019, sono state invece girate alcune scene del film (in uscita prossimamente) "I racconti della Domenica" con Nino Frassica e Francesco Montanari.

## Economia
L'economia di Serra San Bruno si basa soprattutto sul turismo e sull'agricoltura: molte sono le terre coltivate volte alla produzione di patate, cereali e ortaggi che vengono poi trasformati in prodotti per essere immessi nel mercato. Grazie agli allevamenti di bovini, ovini e suini vengono prodotti anche latticini e salumi. Molto conosciuta, inoltre, è la produzione dei funghi, soprattutto porcini; il bosco delle Serre, infatti, nei vari periodi dell'anno,si arricchisce di questi organismi che, una volta trattati, vengono poi distribuiti per uso alimentare a livello locale e nazionale. Tra le attività più tradizionali vi sono quelle artigianali, che si distinguono per 
la lavorazione del ferro battuto e del rame.

### I carbonai

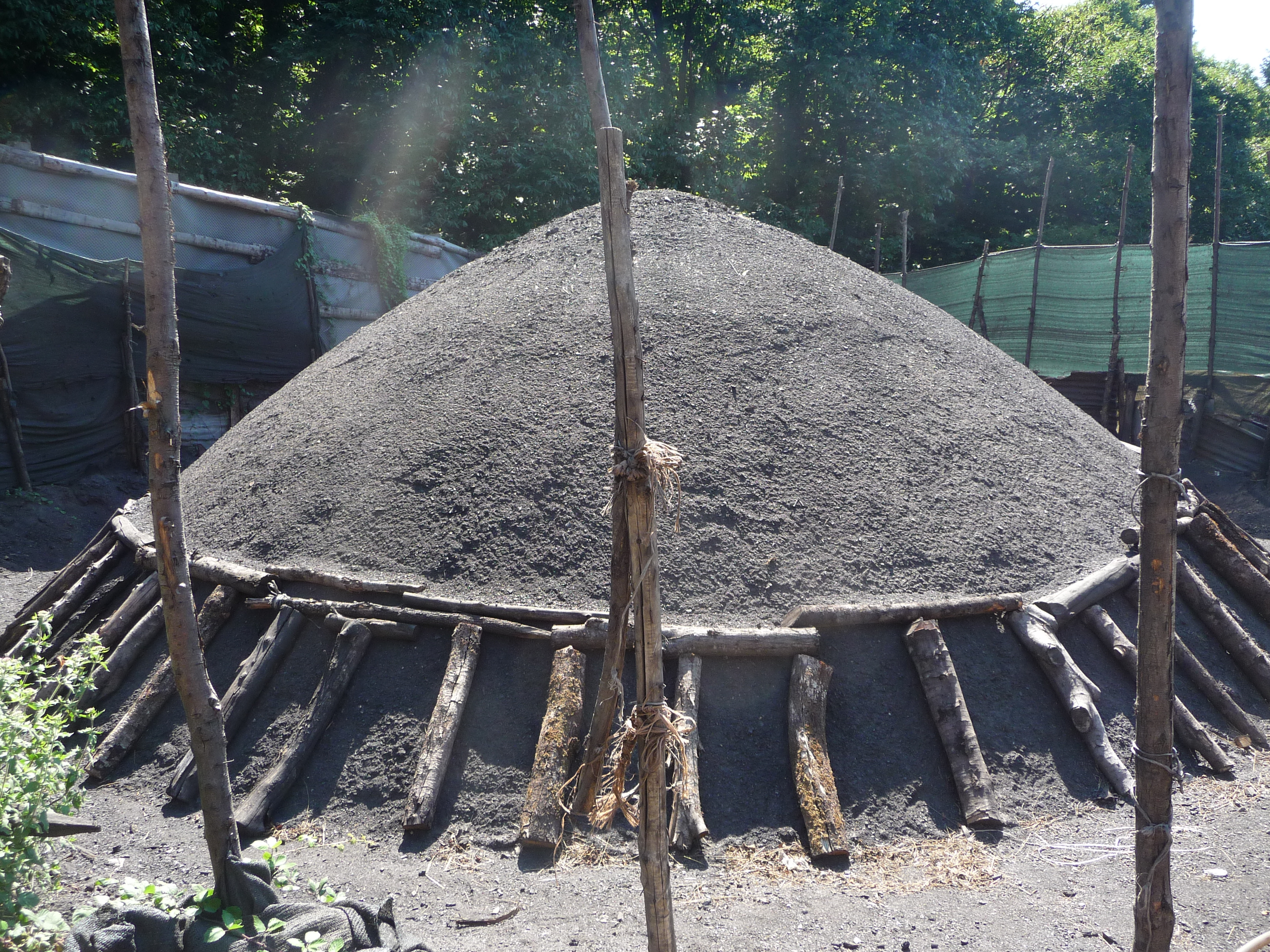
Carbone creato in modo tradizionale attraverso la creazione di uno scarazzu

Il paese era noto per l'attività dei carbonai: lavoratori che, attraverso un procedimento di combustione lenta in una carbonaia (chiamata in dialetto scarazzu), trasformavano il legname in carbone. Tale attività è divenuta antieconomica con l'ingresso nel mercato del carbone importato dall'est e dall'utilizzo del gas, tuttavia alcune famiglie continuano a produrre carbone con il metodo tradizionale.

## Infrastrutture e trasporti
Il comune è interessato dalle seguenti direttrici stradali:
- Strada statale 110 proveniente da Monte Pecoraro
- Strada statale 182 da Vibo Valentia

## Amministrazione
| Periodo           | Periodo           | Primo cittadino           | Partito                                 | Carica                   | Note |
| ----------------- | ----------------- | ------------------------- | --------------------------------------- | ------------------------ | ---- |
| 22 ottobre 1987   | 2 febbraio 1990   | Attilio Scrivo            | Democrazia Cristiana                    | Sindaco                  |      |
| 2 febbraio 1990   | 23 maggio 1991    | Nazzareno Salerno         | Democrazia Cristiana                    | Sindaco                  |      |
| 23 maggio 1991    | 10 ottobre 1992   | Carmelo Bertucci          | Democrazia Cristiana                    | Sindaco                  |      |
| 10 ottobre 1992   | 22 novembre 1993  | Antonio Errigo            | Democrazia Cristiana                    | Sindaco                  |      |
| 22 novembre 1993  | 28 maggio 2002    | Nazzareno Salerno         | Lista civica (Cen-Des)                  | Sindaco                  |      |
| 28 maggio 2002    | 20 aprile 2005    | Bruno Censore             | Lista civica La Serra (Cen-Sin)         | Sindaco                  |      |
| 20 aprile 2005    | 30 maggio 2006    | Raffaele Lo Iacono        | Lista civica La Serra (Cen-Sin)         | Facente funzione sindaco |      |
| 30 maggio 2006    | 4 novembre 2010   | Raffaele Lo Iacono        | Lista civica La Serra (Cen-Sin)         | Sindaco                  |      |
| 4 novembre 2010   | 16 maggio 2011    | Maria Stefania Caracciolo | -                                       | Commissario prefettizio  |      |
| 16 maggio 2011    | 4 aprile 2016     | Bruno Rosi                | Il Popolo della Libertà                 | Sindaco                  |      |
| 4 aprile 2016     | 6 giugno 2016     | Sergio Raimondo           | -                                       | Commissario prefettizio  |      |
| 6 giugno 2016     | 27 febbraio 2020  | Luigi Tassone             | Lista civica La Serra rinasce (Cen-Sin) | Sindaco                  |      |
| 27 febbraio 2020  | 22 settembre 2020 | Salvatore Guerra          | -                                       | Commissario prefettizio  |      |
| 22 settembre 2020 | in carica         | Alfredo Barillari         | Lista civica Libera mente               | Sindaco                  |      |

### Gemellaggi
- North York